# Teodora Cantacuzena (esposa de Orhan)

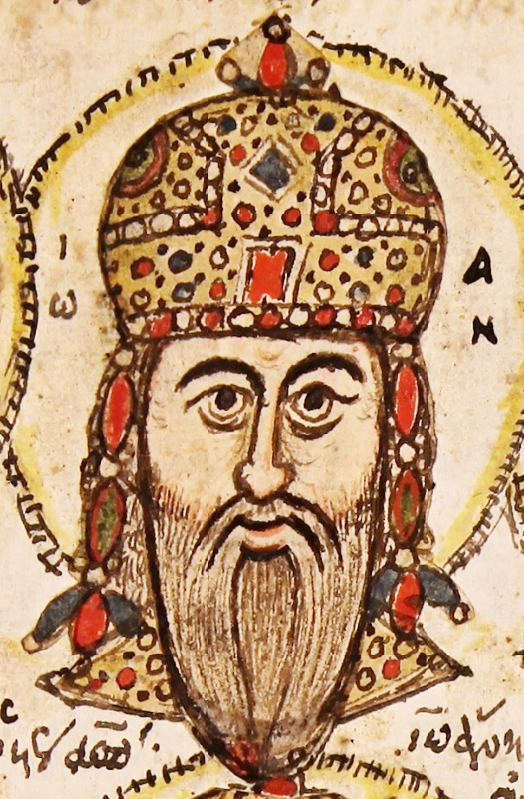
Retrato imperial número 156 en Mutinensis gr. 122, que representa a Juan VI Cantacuzeno el padre de Teodora Cantacuzena

Teodora Cantacuzena (en griego antiguo: Θεοδώρα Καντακουζηνή) fue una princesa bizantina, hija del emperador Juan VI Cantacuceno y su consorte, Irene Asanina. Fue la quinta esposa del sultán otomano Orhan I.

## Vida
Teodora nació alrededor de 1332  siendo una de las tres hijas que el emperador bizantino Juan VI tuvo con Irene Asanina, su emperatriz consorte. En enero de 1346, para consolidar la «alianza» entre ambos imperios (más en realidad una forma de evitar que los otomanos den su ayuda a Ana de Saboya), Teodora fue comprometida con el sultán Orhan I.
El matrimonio arreglado se realizó en el verano de ese mismo año. Su familia la escoltó a Selymbria, lugar donde los otomanos llegaron en una flota de treinta navíos. Se llevó a cabo una ceremonia en Selymbria, para después dar lugar a la boda imperial, al otro lado del mar de Mármara, en Bitinia.
Pese a que su marido fuese musulmán, Teodora continuó profesando la religión con la que fue adoctrinanda desde niña, además fue bastante activa con respecto a favorecer a los cristianos que habitaban a lo largo del imperio.
En 1347, alumbró a su hijo, Şehzade Halil, quien fue raptado por piratas genoveses cuando este era un niño. El emperador Juan V Paleólogo, fue una pieza clave para la liberación del príncipe. También fue madre de Hatice Hatun, quien se especula nació en 1351.
Sin contar una efímera estadía de días en Constantinopla en febrero de 1347, por motivo de la victoria de su padre en la guerra civil, Teodora permaneció en la corte otomana máximo hasta la muerte de su marido en 1362. Posterior a eso aparentemente retornó a Bizancio esta vez para permanecer el resto de su vida con su hermana la emperatriz Helena Cantacucena.
Lo último que se tiene de registro en ella es que estuvo brevemente encarcelada en 1381 en Gálata durante el reinado de Andrónico IV Paleólogo. Se desconoce cuándo falleció.

## Descendencia
- Şehzade Halil (1347 — 1362), en 1359 se casó con su prima la princesa Irene Paleóloga, hija de Juan V Paleólogo y de Helena Cantacucena, tuvieron descendencia. Halil intentó luchar por el trono pero fue ejecutado por su hermano;
- Hatice Hatun (¿? — ¿?), se casó en 1364 con su primo Süleyman Bey, hijo de Savcı Bey, se desconoce si tuvieron descendencia.